# Ippendorf
Ippendorf ist ein Ortsteil der Bundesstadt Bonn im gleichnamigen Stadtbezirk. Er liegt südwestlich des Zentrums zwischen dem Venusberg und dem Kreuzberg am Rande des Kottenforsts und wird im Osten durch den Engelsbach, im Norden durch die Kreuzbergallee, im Westen durch offene Felder und den Katzenlochbach und im Süden durch Dottendorfer Weg und Gudenauer Weg begrenzt. Im Süden Ippendorfs liegt die Waldau. In Ippendorf wohnen etwa 7.000 Einwohner, die etwa zwei Prozent der Einwohner Bonns ausmachen, auf einer Fläche von 3,08 Quadratkilometern.
Im Bonner Stadtgebiet war die Kaufkraft 2008 in Ippendorf und Venusberg mit 24.428 Euro deutlich am höchsten. Es folgten Röttgen (21.965 Euro) und Schweinheim (21.800 Euro).

## Geschichte

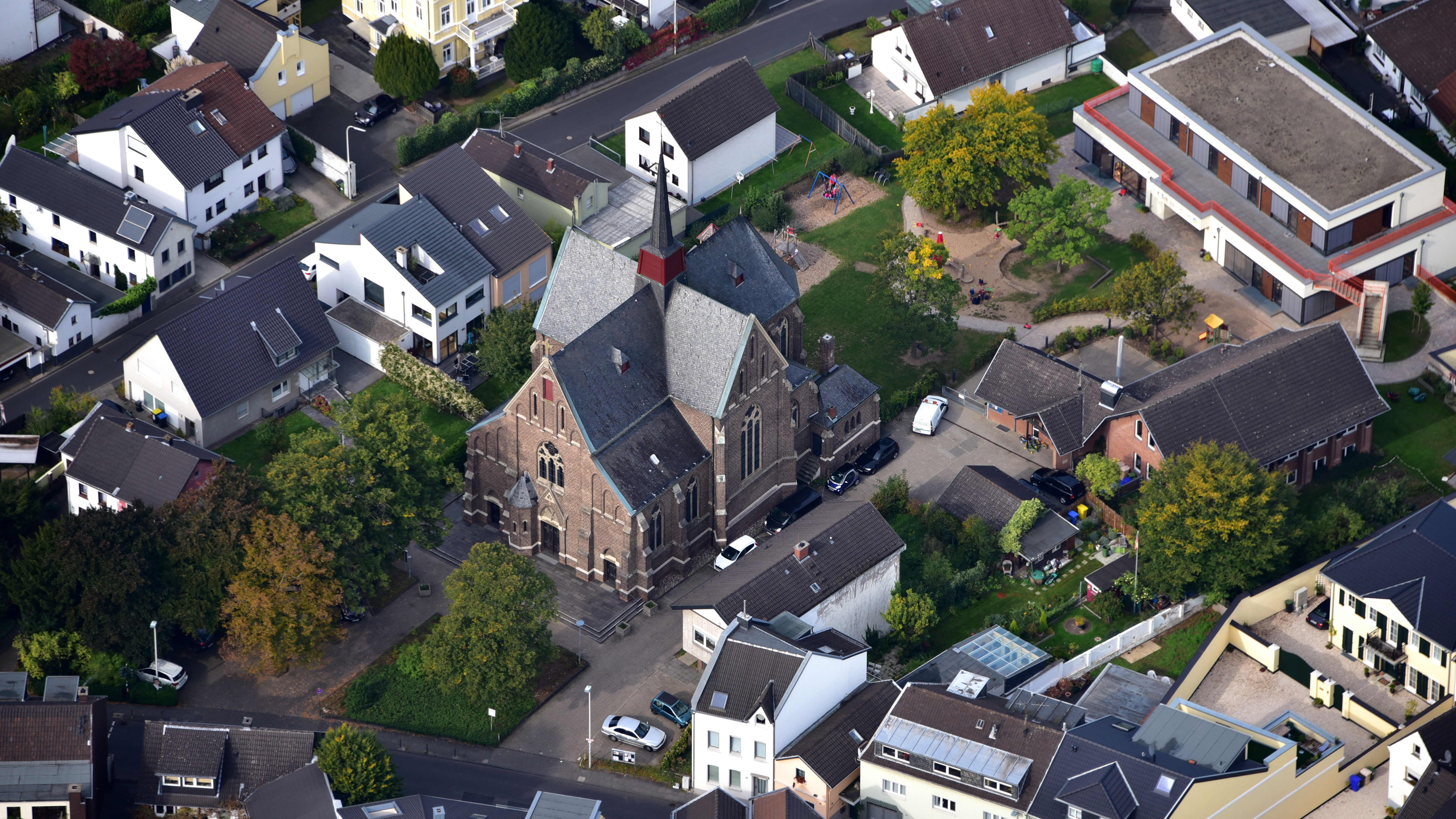
Ippendorf, St. Barbara, Luftaufnahme (2017)

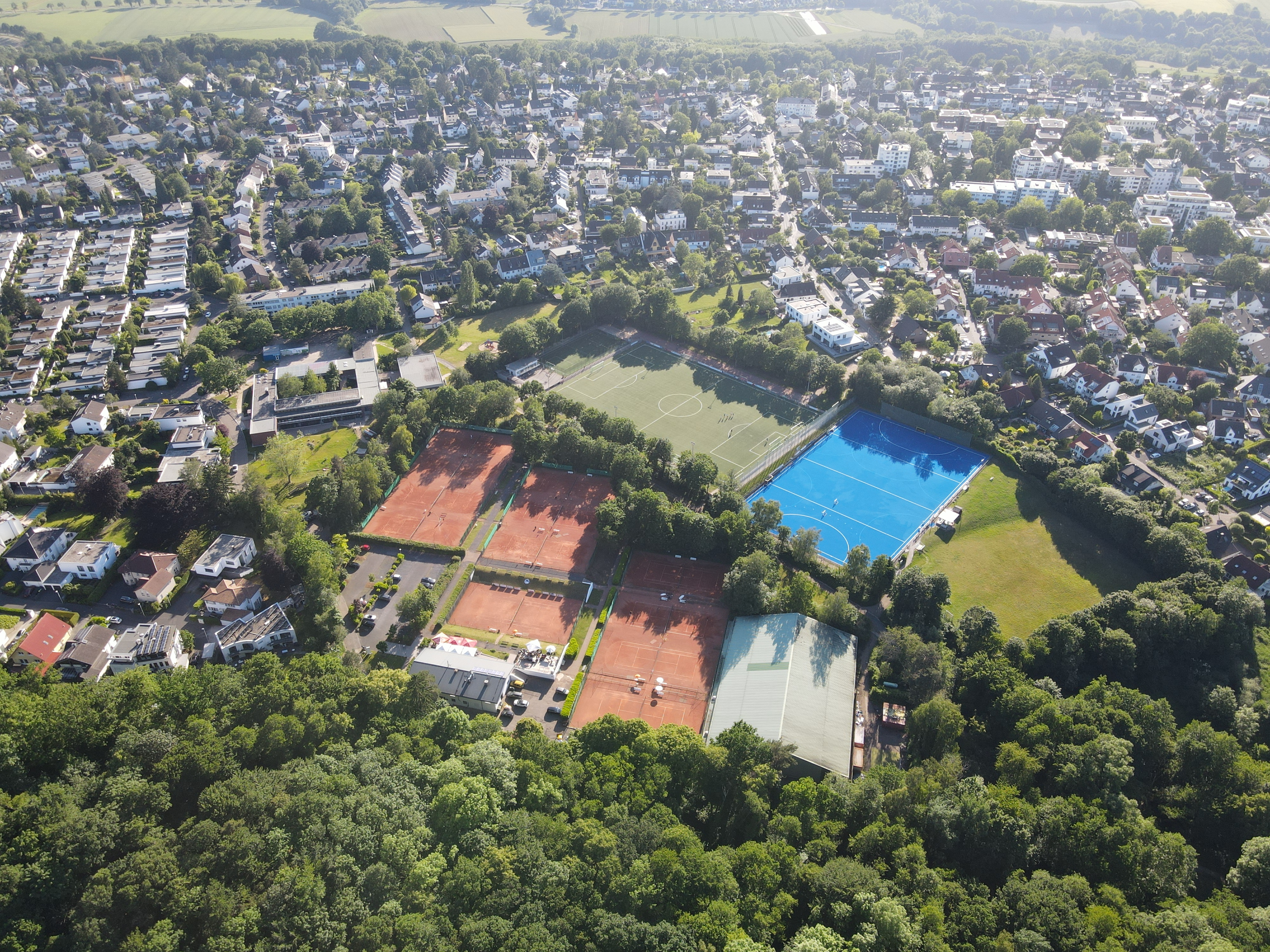
Vereinsanlage des HTC Schwarz-Weiss Bonn im Ortsteil Ippendorf

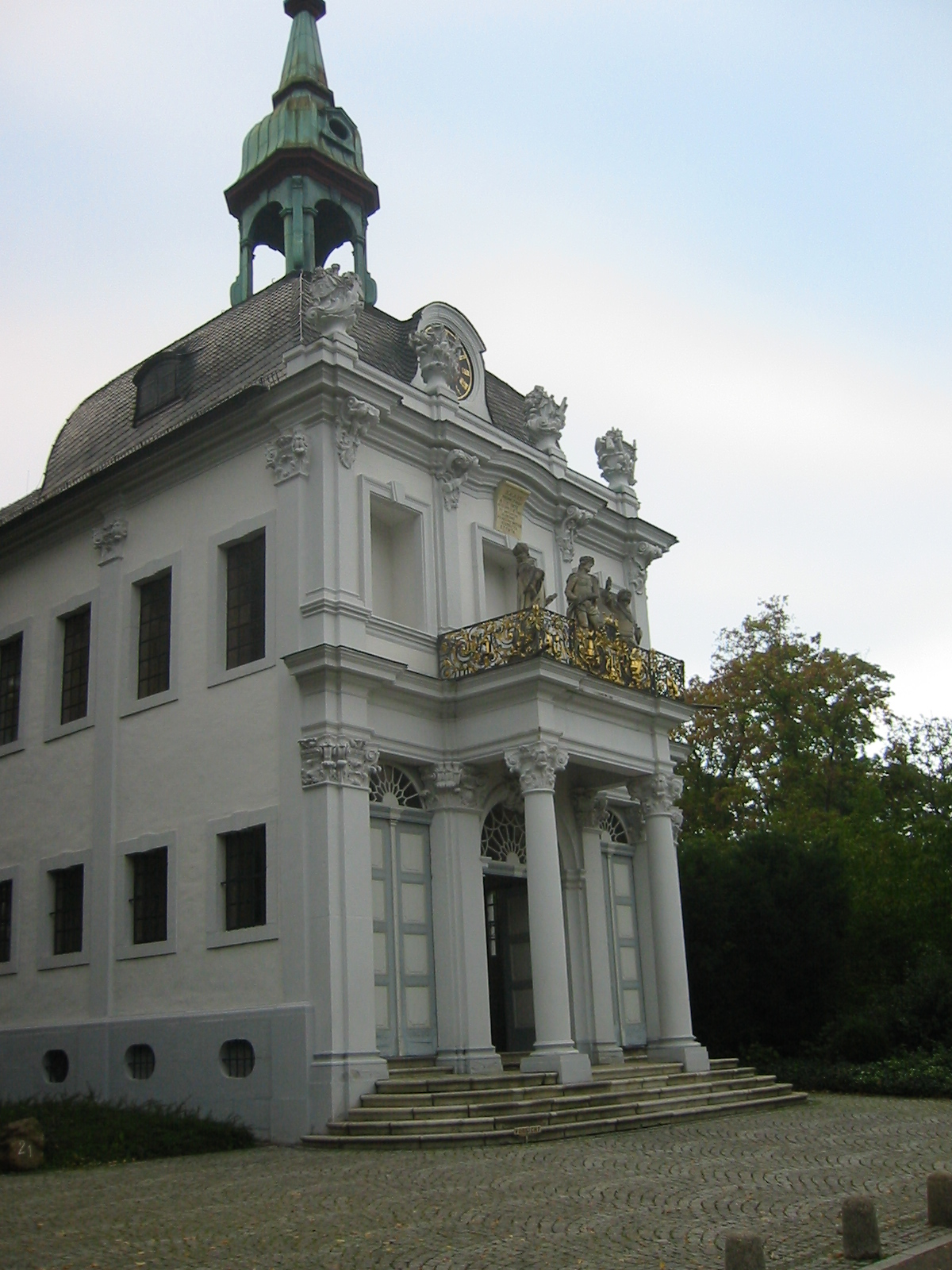
„Heilige Stiege“ an der Kreuzbergkirche

Ippo war ein fränkischer Personenname im 8. Jahrhundert. Ippendorf bedeutet also Dorf des Ippo. Die erste urkundliche Erwähnung Ippendorfs stammt aus dem Jahr 1320. 1959 fand der Bauführer H. Schmidt am Schafberg in Ippendorf einen etwa 50.000 Jahre alten Bogenschaber (Moustérien-Doppelschaber) aus hellgrauem Feuerstein; er ist das älteste Zeugnis der Ippendorfer Geschichte und befindet sich im Rheinischen Landesmuseum in Bonn. Außerdem gibt es am Stationsweg Spuren eines Ringwalls aus jungsteinzeitlicher Zeit. Aus römischer Zeit fanden sich vereinzelt Münzen sowie ein Altar aus Sandstein, dem Gott Mercurius geweiht. Die Kreuzbergkirche ließ Erzbischof und Kurfürst Ferdinand von Köln bis 1627 erbauen. Sehenswert ist insbesondere die von Balthasar Neumann im Rokoko-Stil errichtete Heilige Stiege.
1670 umfasste Ippendorf 29 Häuser. Landesherrlich gehörte die Ortschaft bis Ende des 18. Jahrhunderts zum Kurfürstentum Köln und unterstand als Teil der Herrlichkeit Poppelsdorf bzw. Endenich der Verwaltung des Amtes Bonn. Eine erste Kapelle wurde in Ippendorf vermutlich in der zweiten Hälfte des 18. Jahrhunderts errichtet, der Nachfolgebau (Barbara-Kapelle) entstand 1807. Im Jahr 1908 wurde dann die katholische Pfarrkirche St. Barbara fertiggestellt.
Ippendorf gehörte von 1816 bis 1927 zur Bürgermeisterei Poppelsdorf, anschließend zum Amt Duisdorf. Die Gemeinde mit einer Fläche von ca. 162 ha wurde am 1. August 1969 zusammen mit Bad Godesberg, Beuel, Buschdorf, Duisdorf, Holzlar, Lengsdorf, Lessenich/Meßdorf, Oberkassel und Röttgen in die damalige Bundeshauptstadt und heutige Bundesstadt Bonn eingemeindet. Die Gemarkung Ippendorf in den Grenzen der ehemaligen Gemeinde besteht bis heute. Von 1973 bis 2005 war in Ippendorf am Gudenauer Weg 134–136 die Aus- und Fortbildungsstätte des Auswärtigen Amtes („Diplomatenschule“) ansässig, bevor diese in die Borsig-Villa Reiherwerder in Berlin-Tegel umzog. 1985 wurde in Ippendorf das Kanzleigebäude der Botschaft der Tschechoslowakei fertiggestellt, das nach dem Umzug der Botschaft nach Berlin noch bis 2008 ein Generalkonsulat beherbergte und 2012 abgebrochen wurde.
Ippendorf ist eine bevorzugte und durch viele Villen geprägte Wohngegend.
In Ippendorf (Buchholzstraße) wurde am 10. Oktober 1986 der Diplomat Gerold von Braunmühl von der RAF in der frühen Nacht auf offener Straße erschossen.

## Infrastruktur
Ippendorf verfügt unter anderem über eine Filiale der Sparkasse KölnBonn, einen Taxistand, zwei Apotheken, einen Supermarkt, ein Fahrradgeschäft, ein Hörgeräteakustiker, eine Bäckerei, ein Blumengeschäft, eine Physiotherapie, zwei Friseure und eine Reihe weiterer kleinerer Geschäfte. Weiterhin befinden sich zwei Kindergärten und eine Grundschule in Ippendorf. Zum gastronomischen Angebot gibt es ein gutbürgerliches Gasthaus mit dem Schwerpunkt Balkanküche und eine kleine klassische Kneipe. Darüber hinaus sind in Ippendorf Ärzte verschiedener Fachrichtungen ansässig. Die lange bestehende Postagentur schloss Anfang 2024.

## Sport
Seit September 1970 ist der zuvor im Ortsteil Kessenich beheimatete HTC Schwarz-Weiss Bonn in Ippendorf am Rande des Naturschutzgebietes Melbtal ansässig. Mit rund 1.400 Mitgliedern gehört er zu den größten Sportvereinen der Stadt. Auf zwölf Sand- und drei Hallentennisplätzen sowie einem Hockey-Kunstrasenplatz und einem nebenliegenden Naturrasen-Areal finden dort sowohl Leistungs- als auch Breitensport in den Sportarten Tennis und Hockey statt. Zudem plant der Verein den Bau einer eigenen Dreifeldsporthalle, welche neben dem Vereinssport den beiden umliegenden Grundschulen (Wald- und Engelsbachschule) zugutekommen soll. 

## Katzenlochbachtal
Auf einer Länge von sieben Kilometern erstreckt sich unmittelbar an die Wohnbebauung von Ippendorf angrenzend das Naturschutzgebiet Katzenlochbachtal, in dem es nur vier Querungen zwischen Lengsdorf und Ippendorf auf der östlichen Seite und Röttgen und Ückesdorf auf der westlichen Seite gibt: zwei Holzbrücken, den Weg, „Am Katzenlochbach“, und den Schiffgesweg. Das Tal wird Katzenlochbachtal genannt, aufgrund des Katzenlochbachs, der von Röttgen über Ückesdorf durch das Katzenlochbachtal fließt (und später als Endenicher Bach nach ca. 10,6 km als längster Bach Bonns in Dransdorf mündet). Am Katzenlochbach haben vermutlich bis Mitte des 20. Jahrhunderts – die für Tal und Bach namensgebenden – Wildkatzen gelebt, die jedoch durch Jagd und Zersiedelung ausgerottet wurden. Inzwischen wurde im angrenzenden Kottenforst wieder eine Wildkatzenpopulation nachgewiesen, die möglicherweise auch wieder auf das alte Revier Katzenlochbachtal ausgreifen wird.
Das Katzenlochbachtal ist teilweise naturbelassen: Das Tal verfügt über Erlen-Auwälder und Quellsümpfe am Talhang. Es gibt dort geschützte Tier-, insbesondere Vogelarten, wie die Nachtigall den Pirol und den Eisvogel. Auch Dachs, Iltis, Steinmarder, Baummarder, Ringelnatter und diverse Amphibien wohnen im Naturschutzgebiet. Das Katzenlochbachtal ist bereits seit 1999 als Naturschutzgebiet ausgewiesen, um diese biologische Vielfalt dort zu erhalten. Im Jahre 2004 wurde der gesamte Kottenforst als Naturschutzgebiet ausgewiesen und umfasst seitdem u. a. auch das Katzenlochbachtal.
Seit 2000 ist das Katzenlochbachtal als Teil des Kottenforstes weiterhin als Vogelschutzgebiet und FFH-Gebiet „Waldreservat Kottenforst mit Waldville“ ausgewiesen. Neben der Stadtförsterei sind viele ehrenamtliche Helfer im Katzenlochbachtal im Einsatz: Eine Gruppe von Naturschützern – die „Lengsdorfer Bachfreunde“ – die mit etwa 70 Mitgliedern vorhandene Streuobstwiesen im Tal pflegt, die Wiesen mäht und insgesamt auf ein störungsfreies ökologisches Zusammenspiel zwischen Flora und Fauna achtet. Zu den vom Verein durchgeführten Aktionen zählt die Verteilung von Baumpatenschaften. Weiterhin werden von den „Lengsdorfer Bachfreunden“ mit Hilfe der Stadtförsterei standortgerechte Bäume gepflanzt, wobei alte widerstandsfähige Obstsorten bei den Bepflanzungen im Vordergrund stehen.